# داني بكنغهام
داني بكنغهام (2 ديسمبر 1964 في أستراليا - ) (بالإنجليزية: Danny Buckingham)‏ هو لاعب كريكت أسترالي. لعب مع فريق تسمانيا للكريكت.

## وصلات خارجية
- داني بكنغهام على موقع إي آس بي آن كريك إنفو (الإنجليزية)